# Hoplitis mongolica
Hoplitis mongolica är en biart som beskrevs av Wu 1990. Hoplitis mongolica ingår i släktet gnagbin, och familjen buksamlarbin. Inga underarter finns listade i Catalogue of Life.